# Львувецкое княжество
Львувецкое княжество или Герцогство Лёвенберг (пол. Księstwo lwóweckie, чеш. Knížectví Lwówka Slezského, нем. Herzogtum Löwenberg) — силезское княжество со столицей в Львувеке-Слёнски.

## Расположение и территория
Львувецкое княжество находилось в юго-западной части Нижней Силезии, на территории современного Львувецкого и Еленегурского повятов Нижнеселезского воеводства. Столицей княжества был город Львувек-Слёнски. В пределах княжества находились города Львувек-Слёнски, Влень, Грыфув-Слёнский и Еленя-Гура.

## История
В 1278 году скончался князь силезский и легницкий Болеслав II Рогатка, оставив после себя трех сыновей: Генриха Брюхатого, Болеслава Сурового и Бернарда Проворного. Генрих V Брюхатый еще при жизни отца стал князем Яворским, а после смерти Болеслава Рогатки унаследовал Легницкий престол. Генрих Брюхатый передал Яворское и Львувецкое княжества в совместное владение своим младшим братьям Болеславу и Бернарду. В 1281 году произошел раздел княжеств между братьями: Болеслав Суровый оставил себе Явор, а младшему брату Бернарду Проворному отдал Львувек-Слёнски.
25 апреля 1286 года Бернард Проворный скончался, не оставив после себя потомства, и Львувецкое княжество вернулось под власть его старшего брата Болеслава Сурового. После этого Львувецкое княжество находилось в личной унии с Яворским княжеством, и правившие в них князья именовали себя князьями Яворскими и Львувецкими. В 1337 году князь Генрих I Яворский от имени обоих княжеств принес ленную присягу королю Чехии Иоганну Люксембургскому.
Последней правящей княгиней Львувецкой была Агнесса Австрийская, вдова князя Болеслава II Малого, получившая Свидницкое, Яворское и Львувецкое княжества по его завещанию в качестве вдовьего удела. После ее смерти в 1392 году все три княжества вошли в состав Чешского королевства.

## Князья Львувецкие
| #                                                | Портрет | Имя (годы жизни)                                                            | Родители                                           | Годы правления      | Примечания |
| ------------------------------------------------ | ------- | --------------------------------------------------------------------------- | -------------------------------------------------- | ------------------- | --- |
| 1                                                |         | Болеслав I Суровый (1252/1256 — 9 ноября 1301)                              | Болеслав II Рогатка Хедвиг Ангальтская             | 1278-1281 1286-1301 | князь Яворский (с 1278 по 1301 год), князь Свидницкий (с 1291 по 1301 год) |
| 2                                                |         | Бернард Проворный (1253/12567— 25 апреля 1286)                              | Болеслав II Рогатка Хедвиг Ангальтская             | 1278-1286           | князь Яворский (с 1278 по 1281) |
| 3                                                |         | Бернард Свидницкий (1288/1291 — 6 мая 1326)                                 | Болеслав I Суровый Беатриса Бранденбургская        | 1301-1312           | князь Яворский (с 1301 по 1312 год), князь Свидницкий (с 1301 по 1326 год) |
| 4                                                |         | Генрих I Яворский (1292/1296 — 15 мая 1346)                                 | Болеслав I Суровый Беатриса Бранденбургская        | 1301-1346           | князь Яворский (с 1301 по 1346 год), князь Свидницкий (с 1301 по 1312 год), князь Глогувский (с 1337 по 1346 год) |
| 5                                                |         | Болеслав II Зембицкий (1300 — 11 июня 1341)                                 | Болеслав I Суровый Беатриса Бранденбургская        | 1301-1312           | князь Яворский (с 1301 по 1312 год), князь Свидницкий (с 1301 по 1322 год), князь Зембицкий (с 1322 по 1341 год) |
| 6                                                |         | Болеслав II Малый (1309/1312 — 28 июля 1368)                                | Бернард Свидницкий Кунигунда Польская              | 1346-1368           | князь Яворский (с 1346 по 1368 год), князь Свидницкий (с 1326 по 1368 год), князь Бжегский (с 1358 по 1368 год), князь Севежский (с 1359 по 1368 год), князь Глогувский (с 1361 по 1368 год), князь Сцинавский (с 1365 по 1368 год) |
| 7                                                |         | Агнесса Австрийская, жена князя Болеслава II Малого (1322 — 2 февраля 1392) | Леопольд I, герцог Австрийский Екатерина Савойская | 1368-1392           | Вдовий удел княгиня Яворская (с 1368 по 1392 год), княгиня Свидницкая (с 1368 по 1392 год) |
| В 1392 году вошло в состав земель Чешской короны |         |                                                                             |                                                    |                     | |